# 东风水库 (巴彦)
东风水库是中国黑龙江省哈尔滨市巴彦县境内的一座水库，位于泥河上，建于1966年。水库正常库容为800万立方米，集雨面积为79平方千米，海拔为157.7米。